# جان هورویتس
جان هورویتس (انگلیسی: Jon Hurwitz؛ زادهٔ ۱۵ نوامبر ۱۹۷۷) یک کارگردان، فیلم‌نامه‌نویس، و تهیه‌کننده اهل ایالات متحده آمریکا است.